# Agrilus osburni
Agrilus osburni är en skalbaggsart som beskrevs av Knull 1937. Agrilus osburni ingår i släktet Agrilus och familjen praktbaggar. Inga underarter finns listade i Catalogue of Life.